# Кільчицький Віктор Михайлович
Віктор Михайлович Кільчи́цький (нар. 14 жовтня 1942, Бихів) — український архітектор і педагог; член Національної спілки архітекторів України (засновник, у 1989—2006 роках — голова і почесний голова з 2006 року її Чернівецької обласної організації). Заслужений архітектор України з 2006 року. Чоловік актриси Тамари Артеменко, батько актриси Ольги Кільчицької-Дудки.

## Біографія
Народився 14 жовтня 1942 року в місті Бихові (нині Могильовська область, Білорусь). 1970 року закінчив Усть-Каменегорський будівельно-дорожний інститут, де відтоді і працював.
Протягом 1971—1975 років працював в інституті «Оренбургцивілпроект»; у 1975—1980 роках — в інституті «Могильовцивілпроект»; у 1980—1982 роках — в інституті «Гомельцивілпроект». З 1982 року в Україні: протягом 1982—1992 років працював у Головному управлінні містобудування та архітектури Чернівецької області; у 1992—1997 роках обіймав посаду головного архітектора інституту «Чернівціархпроект»; у 1997—2002 працював у Головному управлінні містобудування та архітектури Чернівецької області, одночасно очолював проєктно-виробниче архітектурно-планувальне бюро. З 2009 року — доцент кафедри будівництва та архітектури Чернівецького університету.

## Архітектурна діяльність
За його проєктами збудовані:
Чернівці
- обласна прокуратура (1986);
- органний зал Чернівецької обласної філармонії (1986);
- фізкультурно-оздоровчий комплекс (1987);
- пам'ятник воїнам-афганцям (1996);
- пам'ятник буковинському митрополиту Євгенію (2005);

Новоселиця
- Будинок зв'язку (1980);
- центральна площа (1985);
- пам'ятник Тарасу Шевченку (1998);
- податкова інспекція (2001);

Кельменці
- пам'ятник І. Головчаку (1986);
- прокуратура (1987);
- ощадбанк (2001);

Сокиряни
- торгово-комерційний центр (1984);
- 5-поверховий житловий будинок (1988).

Спроєктував більш як 30 православних церков у Чернівецькій області.